# Championnat de France de Formule Ford
Le Championnat de France de Formule Ford a été créé en 1984 et s'est arrêté en 2005.

## Historique
La Formule Ford existait déjà depuis 1968 dans les pays anglo-saxons mais n'arrive qu'en 1984 en France. Le premier constructeur français est Jean Rondeau qui assemble alors des châssis Reynard mais c'est Mygale qui sortira la première Formule Ford entièrement française.
Depuis l'arrêt du championnat, des compétitions historiques ont pris le relais et permettent d'entretenir l'esprit de cette formule en France, la Formule Ford Kent (depuis 1999), la Formula Ford Historic (depuis 2003) et la Formule Zetec (depuis 2009).

## Palmarès
| Année                    | Vainqueur                | Écurie         | Constructeur |
| Formule Ford 1600 France |                          |                |              |
| 1984                     | Jean-Philippe Grand      | Graff Racing   | Rondeau      |
| 1985                     | Philippe Gache           |                | Rondeau      |
| 1986                     | Jacques Goudchaux        | Graff Racing   | Van Diemen   |
| 1987                     | Laurent Daumet           |                | Reynard      |
| 1988                     | Éric Hélary              | MT Sport       | Reynard      |
| 1989                     | William David            | Graff Racing   | Van Diemen   |
| 1990                     | Jean-Christophe Boullion | Graff Racing   | Van Diemen   |
| 1991                     | Franck Guibbert          |                | Van Diemen   |
| 1992                     | Alexandre Janoray        | Graff Racing   | Van Diemen   |
| 1993                     | Jean-Bernard Bouvet      | Graff Racing   | Van Diemen   |
| Formule Ford 1800 France |                          |                |              |
| 1994                     | Soheil Ayari             | Graff Racing   | Van Diemen   |
| 1995                     | Patrice Gay              | Graff Racing   | Mygale       |
| 1996                     | David Terrien            | Graff Racing   | Mygale       |
| 1997                     | Matthew Davies           | Graff Racing   | Van Diemen   |
| Formule Ford France      |                          |                |              |
| 1998                     | Jean-Christophe Ravier   | Graff Racing   | Van Diemen   |
| 1999                     | Renaud Derlot            | Graff Racing   | Mygale       |
| 2000                     | Jérémie de Souza         | Graff Racing   | Mygale       |
| 2001                     | Grégory Fargier          | Palmyr         | Mygale       |
| 2002                     | Julien Schell            | Pegasus Racing | Mygale       |
| 2003                     | David Zollinger          | Palmyr         | Mygale       |
| 2004                     | Benoît Perret            | Palmyr         | Mygale       |
| 2005                     | David Zollinger          | Palmyr         | Mygale       |